# Spontan emission

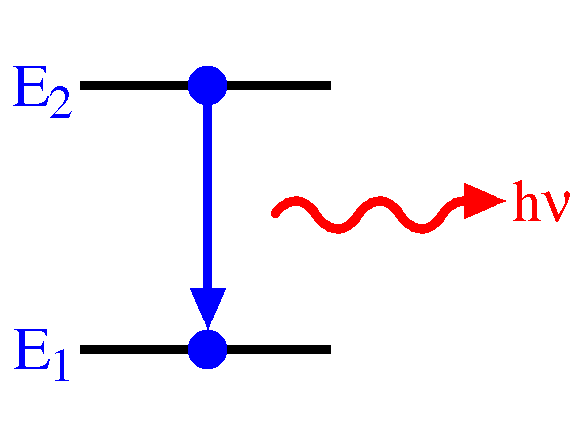
Energischema av spontan emission

Spontan emission är en fysikalisk process där en atom, molekyl eller atomkärna går från en högre energinivå till en lägre, vilket medför att en foton sänds ut. 
Fotonens energi motsvarar skillnaden i energi mellan den högre och lägre energinivån.
{\displaystyle E_{2}-E_{1}=h\nu \,,}
där {\displaystyle E_{2}} är den ursprungliga, höga, energinivån, {\displaystyle E_{1}}, den senare, lägre, energinivån, h är Plancks konstant och ν frekvensen hos ljuset.
Inom kvantelektrodynamik kan man betrakta spontan emission som stimulerad emission orsakad av vakuumfluktuationer.